# Dieter Rössner
Dieter Rössner (* 25. August 1945 in Gotha, Thüringen; † 16. April 2025) war ein deutscher Rechtswissenschaftler und Kriminologe.

## Leben
Nach dem Besuch des Gymnasiums in Backnang und der Richmond Grammar School in Yorkshire (Großbritannien) leistete Rössner seinen Wehrdienst ab (Leutnant d. R.). Ab 1969 studierte er dann Rechtswissenschaften an der Universität Tübingen. Nach dem ersten juristischen Staatsexamen war er 1972/73 Assistent am Institut für Kriminologie der Universität Tübingen. Und nach dem Referendariat, dem zweiten juristischen Staatsexamen und der Promotion (summa cum laude) arbeitete er von 1976 an als Richter am Landgericht Tübingen und Staatsanwalt in Baden-Württemberg, zudem war er Lehrbeauftragter an der Universität Tübingen.
1985 habilitierte sich Rössner für die Fächer Strafrecht, Strafprozessrecht und Kriminologie. Von 1988 bis 1993 war er Professor an der Georg-August-Universität Göttingen, von 1993 bis 1997 Professor an der Martin-Luther-Universität Halle-Wittenberg und von 2001 bis 2010 Lehrstuhlinhaber für Strafrecht, Strafprozessrecht und Kriminologie an der Philipps-Universität Marburg. Bis zu seiner Pensionierung 2010 war er außerdem Direktor des Instituts für Kriminalwissenschaften in Marburg.
Besondere Arbeitsschwerpunkte waren die empirische Kriminologie und die empirisch orientierte Kriminalprävention sowie das soziale Normlernen. Außerdem gehörten zu seinen Fachgebieten der Täter-Opfer-Ausgleich, Ursachen und Prävention von Gewalt, Persönlichkeitsbeurteilungen und psychiatrische Begutachtung mit jeweils großen Forschungsprojekten (Hallenser Gewaltstudie und Hallenser Angeklagtenstudie). Ein weiterer Schwerpunkt Rössners war das Sportrecht im Rahmen der von ihm mitgegründeten Forschungsstelle für Sportrecht Marburg-Gießen.

## Veröffentlichungen (Auswahl)
- Bagatelldiebstahl und Verbrechenskontrolle. Ein exemplarischer Beitrag zur Entkriminalisierung durch quantitative Begrenzung des Strafrechts (= Beiträge zur empirischen Kriminologie. Bd. 2). Lang, Bern u. a. 1976, ISBN 3-261-00988-8 (= Dissertation Universität Tübingen).
- mit Rüdiger Wulf: Opferbezogene Strafrechtspflege. Leitgedanken und Handlungsvorschläge für Praxis und Gesetzgebung. 3. Auflage. Deutsche Bewährungshilfe, Bonn 1987.
- (Hrsg.): Das Prinzip Hilfe zur Selbsthilfe. Reflexionen und Berichte aus der Arbeit mit Straffälligen (= Talheimer Sammlung kritisches Wissen. Bd. 9). Talheimer, Mössingen-Talheim 1993, ISBN 3-89376-024-5.
- (Hrsg.): Kriminalität, Prävention und Kontrolle. Kriminalistik-Verlag, Heidelberg 1999, ISBN 3-7832-0299-X.

- mit Andreas Marneros und Simone Ullrich: Angeklagte Straftäter. Das Dilemma der Begutachtung. Nomos, Baden-Baden 2002, ISBN 3-7890-7733-X.

- mit Britta Bannenberg: Kriminalität in Deutschland. C. H. Beck, München 2005, ISBN 3-406-50884-7.

- mit Britta Bannenberg: Erfolgreich gegen Gewalt in Kindergärten und Schulen. Ein Ratgeber. Beck, München 2006, ISBN 3-406-54140-2.
- mit Bernd-Dieter Meier und Heinz Schoch: Jugendstrafrecht. 3., überarb. Auflage. C. H. Beck, München 2013, ISBN 978-3-406-63903-6.
- (Mithrsg.): Jugendgerichtsgesetz. 2. Auflage. Nomos, Baden-Baden 2014, ISBN 978-3-8487-0862-8.

- mit Rüdiger Wulf: Wahr.Haft.Leben. 10 Jahre Jugendstrafvollzug in freien Formen (= Tübinger Schriften und Materialien zur Kriminologie. Bd. 17). Jurist. Fakultät, Inst. für Kriminologie, Tübingen 2014, ISBN 978-3-937368-53-5.

- mit Christoph Safferling: 30 Probleme aus dem Strafprozeßrecht. 3. Auflage. Vahlen, München 2017, ISBN 978-3-8006-3822-2.
- (Mithrsg.): Gesamtes Strafrecht. StGB, StPO, Nebengesetze. Handkommentar. 5. Auflage. Nomos, Baden-Baden 2022, ISBN 978-3-8487-6607-9.

Außerdem zahlreiche Aufsätze in Fachzeitschriften und Sammelbänden.
Festschrift
- Britta Bannenberg u. a. (Hrsg.): Über allem: Menschlichkeit. Festschrift für Dieter Rössner. Nomos, Baden-Baden 2015, ISBN 978-3-8487-2051-4 (Schriftenverzeichnis Dieter Rösser S. 957–985).